# Trøndelag
Trøndelag (en noruec: [trœndəlɑːɡ]) (en sami meridional: Trööndelagen) és un comtat de Noruega situat a la part central del país. Va ser creat el 1687, quan s'anomenava Comtat de Trondhjem (en noruec: Trondhjems Amt); el 1804 el comtat va ser dividit en Nord-Trøndelag i Sør-Trøndelag, i els comtats van ser reunits el 2018. El comtat de Trøndelag i el comtat veí de Møre og Romsdal formen conjuntament el que es coneix com a Noruega Central. Una persona de Trøndelag s'anomena trønder.
La ciutat més gran de Trøndelag és la ciutat de Trondheim. El centre administratiu n'és Steinkjer, mentre que a Trondheim hi ha la seu de l'alcalde del comtat. En ambdues ciutats hi ha la seu del governador del comtat, tot i que Steinkjer alberga les funcions principals.
L'antic comtat de Trondhjems amt va ser dividit en dos comtats administratius el 1804 pel rei de Dinamarca-Noruega. En 2016, els consells dels dos comtats van votar a favor de fusionar-se en un sol comtat el 2018.
El dialecte parlat a l'àrea, el trøndersk, es caracteritza per l'abandó de la majoria de les terminacions vocals; vegeu apòcope.
Trøndelag és una de les regions més fèrtils de Noruega, amb una gran producció agrícola. La major part de la producció acaba al sistema cooperatiu noruec de carn i llet, encara que els productes agrícoles són un negoci en constant creixement.

## Nom
La forma en nòrdic antic del nom era Þrǿndalǫg. El primer element és el plural genitiu de þrǿndr, que significa "persona de Trøndelag", mentre que el segon és lǫg (plural de lag, que significa "llei; districte/persones amb una llei comuna" (compareu Danelaw, Gulaþingslǫg i Njarðarlǫg). Un nom paral·lel per al mateix districte era Þróndheimr, que significa "la pàtria (heim) de þrǿndr". Þróndheimr podria ser més antic, ja que el primer element té un mot primitiu sense umlaut.
Vegeu també: els noms de Trondheim, Trondheimsfjord i Nidaros

## Història
Aquesta regió ha estat poblada des de fa milers d'anys. A principis de l'edat de ferro, Trøndelag va ser dividit en diversos petits regnes anomenats fylki. Els diferents fylki tenien una llei comuna, i un primerenc parlament o thing. S'anomenava Frostating i les seves reunions se celebraven a la península de Frosta. Per a alguns, aquesta és considerada com la primera democràcia real.
Amb posterioritat a Håkon Grjotgardsson (838-900), Trøndelag va ser governat pel Jarl de Lade. Lade es troba a la part oriental de Trondheim, i voreja el Fiord de Trondheim. Els poderos Jarls de Lade van continuar exercint un paper polític molt significatiu a Noruega fins al 1030.
Els Jarls de Lade (Ladejarl) eren:
- Håkon Grjotgardsson, el primer Jarl de Lade.
- Sigurd Håkonsson, fill d'Håkon. Assassinat per Harald II.
- Håkon Sigurdsson, fill de Sigurd. Va conspirar amb Harald Blåtand contra Harald II, i posteriorment es va convertir en vassall de Harald Blåtand, encara que en realitat es tractés d'un governant independent de Noruega. Després de l'arribada d'Olaf Trygvason, Håkon va perdre ràpidament tot suport i va ser assassinat pel seu propi esclau, Tormod Kark, el 995.
- Eirik Håkonsson, fill d'Håkon. Juntament amb el seu germà, Svein, governador de Noruega sota Sven Tveskæg de Dinamarca des del 1000 fins al 1012.
- Håkon Eiriksson, fill d'Eirik. Governador de Noruega sota Sweyn Forkbeard de Dinamarca del 1012 al 1015.

Trøndelag (juntament amb parts de Møre og Romsdal) va ser cedit breument el 1658 a Suècia en el Tractat de Roskilde i va ser governat pel rei Carles X fins que va tornar a Dinamarca-Noruega després del Tractat de Copenhaguen el 1660. Durant aquest temps, els suecs van reclutar forçosament 2.000 homes a Trøndelag, obligant a nois de fins a 15 anys a unir-se als exèrcits suecs que lluitaven contra Polònia i Brandenburg. Carles X temia que els trønders es revoltessin contra els ocupants suecs, i va pensar que era prudent mantenir una gran part dels homes allunyats. Només al voltant d'un terç dels homes van tornar a sengles llars; alguns d'ells es van veure obligats a establir-se en la llavors província sueca d'Estònia, ja que els suecs van pensar que seria més fàcil governar allí als Trønders, utilitzant l'antiga màxima de «divideix i venceràs».

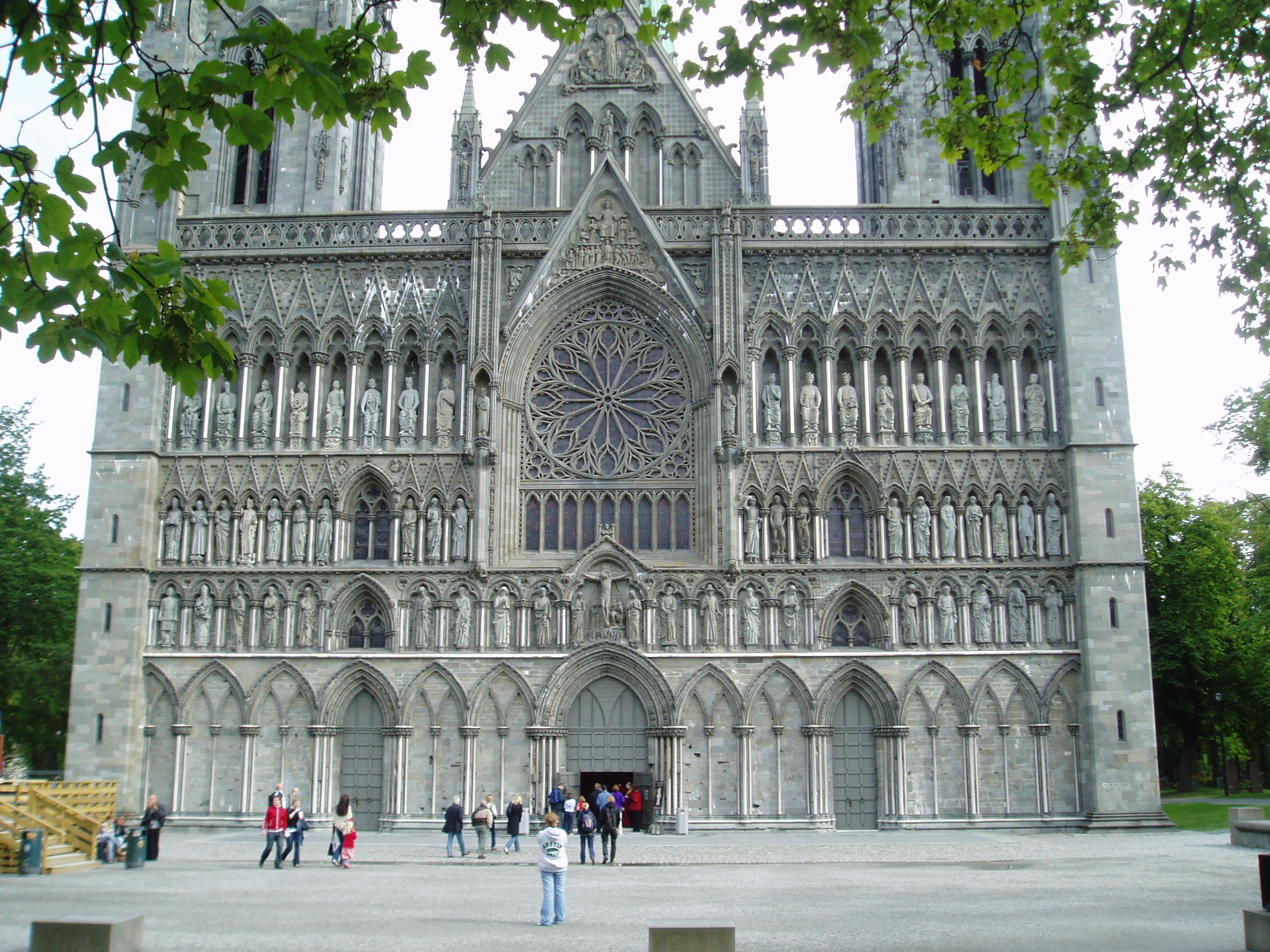
La Catedral de Nidaros, a Trondheim

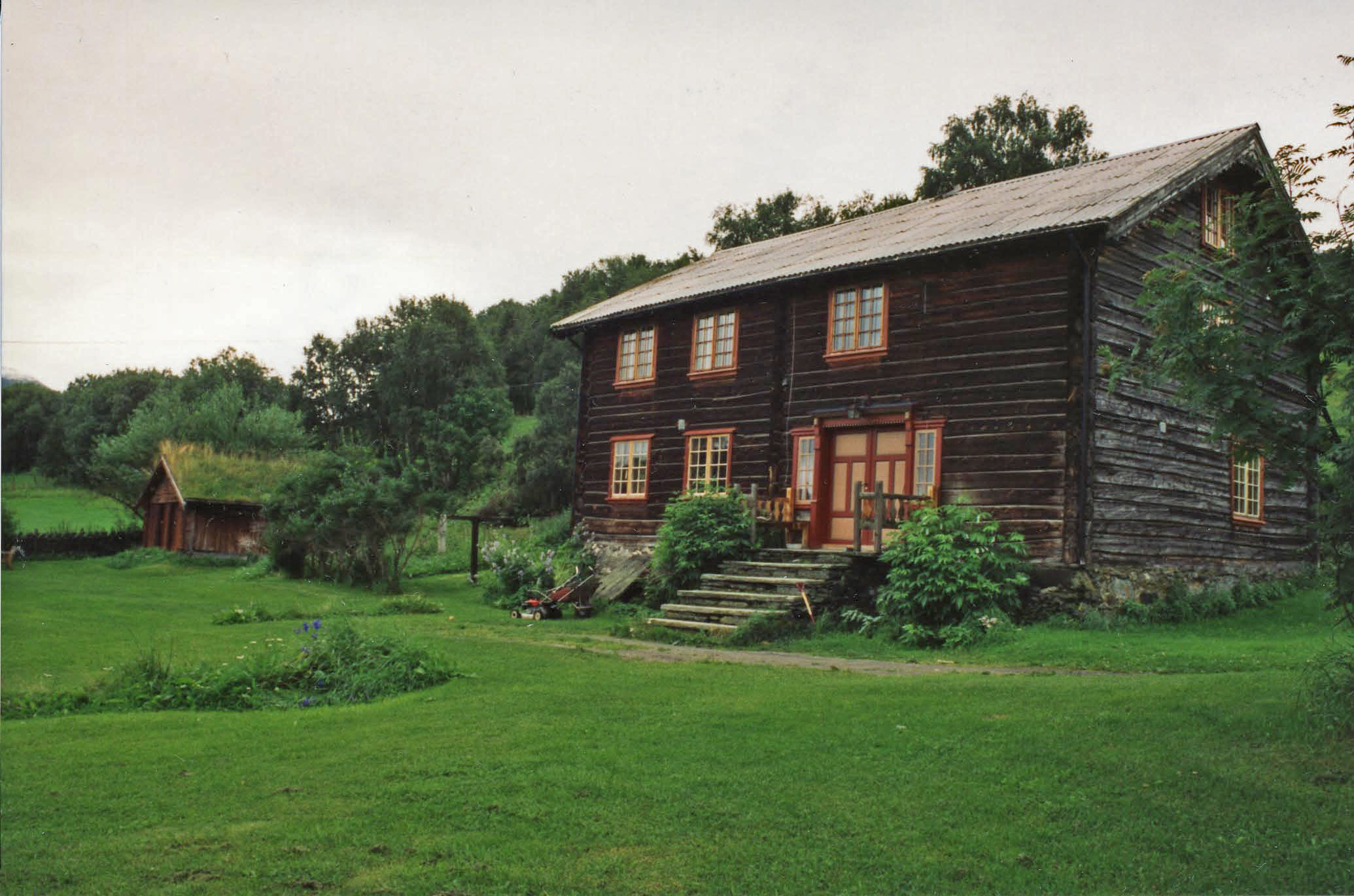
Casa tradicional de Trøndelag

En la tardor de 1718, durant la Gran Guerra del Nord, el rei Carles XII de Suècia va ordenar al general Carl Gustav Armfeldt que dirigís un exèrcit suec de 10.000 homes a Trøndelag i conquerís Trondheim. A causa de les pobres línies de subministrament de tornada a Suècia, l'exèrcit d'Armfeldt va haver de viure dels aliments del territori, tot causant un gran patiment a la gent de la regió. La campanya d'Armfeldt va fracassar, ja que els defensors de Trondheim van aconseguir repel·lir el seu setge. Després que Carles XII fos assassinat al Setge de Fredriksten al sud-est de Noruega, Armfeldt va rebre l'ordre de tornar a Suècia. Durant la retirada subsegüent, els seus 6,000 carolins supervivents, extenuats i famolencs, van quedar atrapats en una tempesta de neu ferotge. Milers de carolins van morir congelats a les muntanyes noruegues, i centenars més van quedar incapacitats de per vida.
El 2018 s'hi construí un parc eòlic a prop de la muntanya Gartefjellet, amb una capacitat màxima de 180,6 megawatts. Les 43 turbines de vent tenen una producció anual d'energia de 548 gigawatts-hora.

## Govern
El comtat és governat per la Municipalitat del comtat de Trøndelag. La ciutat de Steinkjer és la seu del Governador i el centre administratiu del comtat. No obstant això, tant el governador del comtat com la Municipalitat del comtat de Trøndelag també tenen delegacions a Trondheim.
El comtat supervisa les 41 escoles secundàries superiors, incloent nou escoles privades. Sis de les escoles tenen més de 1000 estudiants: quatre a Trondheim més l'Escola Secundària de Steinkjer i l'Escola Secundària Superior Ole Vig de Stjørdalshalsen. El comtat té deu universitats populars, i possiblement se n'obrirà una onzena a Røros, amb un possible inici el 2019.

### Districte
El comtat sovint se subdivideix en diverses regions geogràfiques:
- Namdal, la gran vall del riu Namsen
- Fosen, la península de Fosen i els seus voltants.
- Innherred, les àrees que envolten l'interior del Fiord de Trondheim
- Stjørdalen, la vall de Stjørdalen
- Regió de Trondheim, les àrees que envolten la gran ciutat de Trondheim
- Gauldalen, la vall del riu Gaula
- Orkdalen, la vall del riu Orkla

### Ciutats
Hi ha nou ciutats a Trøndelag, a més del "poble miner" de Røros.
- Trondheim (al municipi de Trondheim)
- Steinkjer (al municipi de Steinkjer)
- Stjørdalshalsen (al municipi de Stjørdal)
- Levanger (al municipi de Levanger)
- Namsos (al municipi de Namsos)
- Verdalsøra (al municipi de Verdal)
- Orkanger (al municipi d'Orkdal)
- Brekstad (al municipi d'Ørland)
- Kolvereid (al municipi de Nærøy)
- Bergstaden Røros (al municipi de Røros)

### Trøndelag
Hi ha 38 municipis a Trøndelag.
| Núm. | Municipi Núm. | Nom            | Fundació        | Antic municipi Núm.                                             | Antic Comtat    |
| ---- | ------------- | -------------- | --------------- | --------------------------------------------------------------- | --------------- |
| 1    | 5001          | Trondheim      | January 1, 2020 | 5001 Trondheim5030 Klæbu                                        | Trøndelag       |
| 2    | 5006          | Steinkjer      | January 1, 2020 | 5006 Steinkjer5039 Verran                                       | Trøndelag       |
| 3    | 5007          | Namsos         | January 1, 2020 | 5005 Namsos5040 Namdalseid5048 Fosnes                           | Trøndelag       |
| 4    | 5014          | Frøya          | January 1, 2018 | 1620 Frøya                                                      | Sør-Trøndelag   |
| 5    | 5020          | Osen           | January 1, 2018 | 1633 Osen                                                       | Sør-Trøndelag   |
| 6    | 5021          | Oppdal         | January 1, 2018 | 1634 Oppdal                                                     | Sør-Trøndelag   |
| 7    | 5022          | Rennebu        | January 1, 2018 | 1635 Rennebu                                                    | Sør-Trøndelag   |
| 8    | 5025          | Røros          | January 1, 2018 | 1640 Røros                                                      | Sør-Trøndelag   |
| 9    | 5026          | Holtålen       | January 1, 2018 | 1644 Holtålen                                                   | Sør-Trøndelag   |
| 10   | 5027          | Midtre Gauldal | January 1, 2018 | 1648 Midtre Gauldal                                             | Sør-Trøndelag   |
| 11   | 5028          | Melhus         | January 1, 2018 | 1653 Melhus                                                     | Sør-Trøndelag   |
| 12   | 5029          | Skaun          | January 1, 2018 | 1657 Skaun                                                      | Sør-Trøndelag   |
| 13   | 5031          | Malvik         | January 1, 2018 | 1663 Malvik                                                     | Sør-Trøndelag   |
| 14   | 5032          | Selbu          | January 1, 2018 | 1664 Selbu                                                      | Sør-Trøndelag   |
| 15   | 5033          | Tydal          | January 1, 2018 | 1665 Tydal                                                      | Sør-Trøndelag   |
| 16   | 5034          | Meråker        | January 1, 2018 | 1711 Meråker                                                    | Nord-Trøndelag  |
| 17   | 5035          | Stjørdal       | January 1, 2018 | 1714 Stjørdal                                                   | Nord-Trøndelag  |
| 18   | 5036          | Frosta         | January 1, 2018 | 1717 Frosta                                                     | Nord-Trøndelag  |
| 19   | 5037          | Levanger       | January 1, 2018 | 1719 Levanger                                                   | Nord-Trøndelag  |
| 20   | 5038          | Verdal         | January 1, 2018 | 1721 Verdal                                                     | Nord-Trøndelag  |
| 21   | 5041          | Snåsa          | January 1, 2018 | 1736 Snåsa                                                      | Nord-Trøndelag  |
| 22   | 5042          | Lierne         | January 1, 2018 | 1738 Lierne                                                     | Nord-Trøndelag  |
| 23   | 5043          | Røyrvik        | January 1, 2018 | 1739 Røyrvik                                                    | Nord-Trøndelag  |
| 24   | 5044          | Namsskogan     | January 1, 2018 | 1740 Namsskogan                                                 | Nord-Trøndelag  |
| 25   | 5045          | Grong          | January 1, 2018 | 1742 Grong                                                      | Nord-Trøndelag  |
| 26   | 5046          | Høylandet      | January 1, 2018 | 1743 Høylandet                                                  | Nord-Trøndelag  |
| 27   | 5047          | Overhalla      | January 1, 2018 | 1744 Overhalla                                                  | Nord-Trøndelag  |
| 28   | 5049          | Flatanger      | January 1, 2018 | 1749 Flatanger                                                  | Nord-Trøndelag  |
| 29   | 5052          | Leka           | January 1, 2018 | 1755 Leka                                                       | Nord-Trøndelag  |
| 30   | 5053          | Inderøy        | January 1, 2018 | 1756 Inderøy                                                    | Nord-Trøndelag  |
| 31   | 5054          | Indre Fosen    | January 1, 2018 | 1624 Rissa1718 Leksvik                                          | Nord-Trøndelag  |
| 32   | 5055          | Heim           | January 1, 2020 | 1571 Halsa                                                      | Møre og Romsdal |
| 32   | 5055          | Heim           | January 1, 2020 | 5011 Hemne5012 Snillfjord (Vennastranda)                        | Trøndelag       |
| 33   | 5056          | Hitra          | January 1, 2020 | 5013 Hitra5012 Snillfjord (Sundan/Hemnskjela)                   | Trøndelag       |
| 34   | 5057          | Ørland         | January 1, 2020 | 5015 Ørland5017 Bjugn                                           | Trøndelag       |
| 35   | 5058          | Åfjord         | January 1, 2020 | 5018 Åfjord5019 Roan                                            | Trøndelag       |
| 36   | 5059          | Orkland        | January 1, 2020 | 5012 Snillfjord (Krokstadøra)5016 Agdenes5023 Meldal5024 Orkdal | Trøndelag       |
| 37   | 5060          | Nærøysund      | January 1, 2020 | 5050 Vikna5051 Nærøy                                            | Trøndelag       |
| 38   | 5061          | Rindal         | 2019 (1.1.)     | 1567 Rindal                                                     | Møre og Romsdal |

## Cultura

### Art
El teatre oficial de la regió és el Trøndelag Teater a Trondheim. A Stiklestad, al municipi de Verdal, l'obra històrica anomenada El drama de Sant Olaf ha estat sent representada cada any des del 1954. Representa els últims dies de Sant Olaf.
El jazz en un nivell molt alt és escoltat sovint a Trondheim, a causa de l'educació de jazz d'alt nivell a Trondheim. Trondheim és també el centre nacional de música rock; el popular museu de música Rockheim se celebra a la ciutat des del 2010. Trøndelag també és conegut per la seva varietat local de música rock, sovint interpretada en el dialecte local, anomenada "trønderrock".

### Gastronomia
La regió és coneguda popularment per la seva cervesa artesana, anomenada karsk. Encara que està oficialment prohibit, l'art de produir esperits casolans tan purs com sigui possible encara té molts seguidors a algunes parts de Trøndelag. Tradicionalment servit barrejat amb cafè, s'hi apliquen variacions locals. A les regions de sud, les persones tendeixen a fer servir cafè de filtre normal, mentre que al nord serveixen karsk com amb més cafè millor.
El "plat oficial" de la regió és el sodd, que està fet de carn d'ovella o de vedella i mandonguilles en brou bullit. L'ovella noruega Trønder grisa és una raça d'ovelles domesticades en perill d'extinció que es va originar a Trøndelag a la darreria del segle xix. Actualment en resten aproximadament 50 i s'estan fent esforços per fer recuperar-ne la raça.